# Łuczki (Litwa)
Łuczki – dawny zaścianek. Tereny, na których leżały, znajdują się obecnie na Litwie, w okręgu wileńskim, w rejonie wileńskim, w gminie Rukojnie.
Współcześnie część wsi Krestowo.

## Historia
W dwudziestoleciu międzywojennym leżały w Polsce, w województwie wileńskim, w powiecie wileńsko-trockim, do 1 kwietnia 1927 w gminie Rukojnie, następnie w gminie Szumsk. W 1931 miejscowość liczyła 15 mieszkańców, zamieszkałych w 2 budynkach.
Po II wojnie światowej w granicach Związku Sowieckiego. Od 1991 na niepodległej Litwie.